# Tadeu de Edessa
Entre os cristãos orientais, Santo Adai foi um discípulo de Cristo enviado pelo apóstolo Tomé para Edessa para curar o Rei Abgar V de Osroena, que estava enfermo. Santo Adai então permaneceu para evangelizar e acabou convertendo Abgar e seu povo. Santo Adai também é conhecido como Addeus— ou Thaddeus, que é identificado como sendo um dos Setenta Apóstolos, Tadeu de Edessa. Não se deve confundi-lo porém com São Judas Tadeu.
Ele é considerado um dos primeiros católicos, logo após Tomé. Ele e Santo Mari são acreditados como criadores da Divina Liturgia de Adai e Mari.

## História

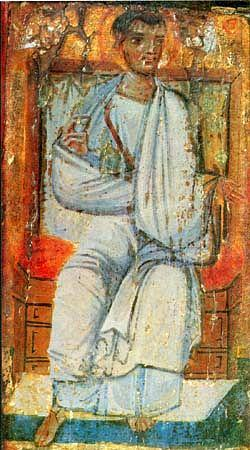
Ícone de São Tadeu (século X, Mosteiro de Santa Catarina, Monte Sinai)

### Doutrina de Adai
A história de Adai, o apóstolo de Edessa, é responsável pelo crescimento das comunidades cristãos no norte da Mesopotâmia e na Síria, a oeste de Antioquia. A identidade de Abgar (ou Agbar) ainda é tema de discussão (veja Abgar V de Edessa). A lenda completa de Adai está compreendida num documento siríaco, a Doutrina de Adai, que reconta o papel de Adai e faz dele um dos Setenta Apóstolos enviados para espalhar a fé cristã, conforme Lucas 10:1–20.

### Lenda de Abgar
A lenda de que o Rei Abgar (Abgarus) V de Edessa e Jesus teriam se correspondido foi pela primeira vez escrita no século IV pelo historiador eclesiástico Eusébio e foi recontada de forma bastante elaborada por Efrém da Síria. Na origem da lenda, Eusébio afirma ter visto documentos que supostamente conteriam a correspondência oficial entre Jesus e Abgar e se sentiu suficientemente seguro de sua autenticidade a ponto de citá-los amplamente em sua História Eclesiástica.
Quando a lenda retornou à Síria, o suposto local da imagem milagrosa, ela já tinha sido atrelada a um tecido de capacidades milagrosas: a Doutrina de Adai está repleta de milagres e tem um tom antissemita na confusa história de Protonike[a], consorte de Claudius, em busca da Vera Cruz, do Gólgota e do Santo Sepulcro, todos eles então nas mãos dos judeus.

### Morte
Após o Pentecostes, Tadeu (ou Adai) dos Setenta pregou a fé cristã na Mesopotâmia e construiu um igreja por lá, apoiado, segundo algumas hagiografias, por outro Tadeu, Judas, irmão de Jesus. Ele foi mártir por sua fé na região de Artaz no ano de 50 d.C., de acordo com a tradição armênia. Há outras fontes porém que afirmam que ele faleceu em paz em Edessa (ou Berito) em 3 de setembro de 44 d.C.

## Novas fontes
Santo Adai aparece em material não ortodoxo também, em dois apocalipses até então desconhecidos, atribuídos a Tiago, o Justo e encontrados na Biblioteca de Nag Hammadi em 1945.